# Pajsak
Pajsak (cyr. Пајсак) – wieś w Serbii, w okręgu rasińskim, w gminie Trstenik. W 2011 roku liczyła 64 mieszkańców.